# جيمس رينغ
جيمس رينغ (بالإنجليزية: James Ring)‏ هو مصور نيوزيلندي، ولد في 1856، وتوفي في 1939.